# Bonaventure (métro de Montréal)
Pour les articles homonymes, voir Bonaventure.
Bonaventure est une station sur la ligne orange du métro de Montréal. Depuis le 31 juillet 2023, elle devient une station de correspondance avec le Réseau Express Métropolitain (REM), une nouvelle ligne de métro léger.
Elle est nommée en raison de sa proximité avec l'ancienne gare Bonaventure, elle-même nommée en l'honneur du théologien, philosophe et mystique Bonaventure de Bagnorea.

## Historique
La station est ouverte au trafic le 13 février 1967 et constitue alors le terminus sud de la ligne orange. Elle le demeure jusqu'au 28 avril 1980, date de la mise en service d'un prolongement de la ligne et le report du terminus à la station Place-Saint-Henri.

## Lignes d'autobus
|     | Service de Jour           |
| 36  | Monk                      |
| 50  | Vieux-Montréal/Vieux-Port |
| 74  | Bridge                    |
| 107 | Verdun                    |
| 150 | René-Lévesque             |
| 168 | Cité-du-Havre             |

|     | Service Express             |
| 420 | Express Notre-Dame-de-Grâce |
| 427 | Express Saint-Joseph        |
| 430 | Express Pointe-aux-Trembles |
| 445 | Express Papineau            |
| 465 | Express Côte-des-Neiges     |
| 480 | Express Du Parc             |

|     | Service de navette              |
| 747 | YUL Aéroport / Centre-Ville     |
| 777 | Jean-Drapeau/Casino/Bonaventure |

## Service de nuit
- Aucun

## Autres sociétés de transport
- Autobus de Saint-Jean-sur-Richelieu
- Exo Sud-Ouest
- Exo Laurentides
- Réseau de transport de Longueuil (RTL)

## Trains de banlieue d'Exo
Une correspondance s'effectue avec les lignes Mascouche et Mont-Saint-Hilaire par la Gare Centrale.

## Édicules principaux et secondaires
- Édicule A: 955, rue de la Cathédrale
- Édicule B: 1166, rue des Canadiens-de-Montréal
- Édicule C: Gare Centrale

L'édicule A comporte une seule sortie vers la rue des Canadiens-de-Montréal, vers le Centre Bell. Une station de BIXI, un système de vélo en libre-service se trouve à proximité sur la rue Peel.
L'édicule B comporte une seule sortie vers la rue de la Cathédrale, au pied du 1000 De la Gauchetière. Une station de BIXI, un système de vélo en libre-service se trouve à proximité sur la rue De la Gauchetière.
L'édicule C ne relie pas une rue, mais une gare internationale, la Gare Centrale de Montréal.
La station Bonaventure est connectée au RÉSO, la ville souterraine de Montréal, qui relie 4 stations de la Ligne Orange et 3 stations de la Ligne Verte grâce à la Gare Centrale.

## Principales intersections à proximité
- rue de La Gauchetière Ouest / rue Peel
- rue Saint-Antoine Ouest / rue Peel

## Centres d'intérêt à proximité
- Accès au Montréal souterrain
- Cathédrale Marie-Reine-du-Monde

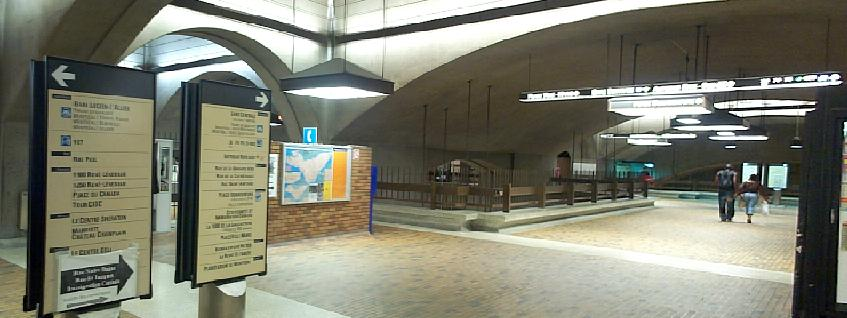
Un accès au Montréal souterrain, de la station Bonaventure

- Siège social de la compagnie de chemin de fer Canadien National
- Centre Bell
- École de technologie supérieure (ÉTS)
- Gare Centrale - Via Rail Canada, Réseau de transport métropolitain et Amtrak
- Gare Lucien-L'Allier - trains de banlieue du Réseau de transport métropolitain
- Gare Windsor
- Hôtel Le Château Champlain
- Le 1000 de La Gauchetière
- Place Bonaventure
- Place du Canada
- Place Ville-Marie
- Siège social de la Société de transport de Montréal